# Йорктаун (ракетен крайцер, 1983)
Йорктаун (на английски: USS Yorktown (CG-48)) е ракетен крайцер на ВМС на САЩ от типа „Тикондерога“. Наречен е в чест на сражението при Йорктаун, станало в хода на Войната за независимост на САЩ.
През лятото на 1992 г., „Йорктаун“ става първият американски кораб, който след Втората световна война посещава с официална визита главната военноморска база Северния флот – Североморск. „Йорктаун“ е изваден от състава на флота на 10 декември 2004 г. След това той е преместен във Филаделфия. На 16 септември 2022 г., „Йорктаун“ е изпратен към Браунсвил, Тексас за утилизиране. Корабът пристига там на 29 ноември 2022 г.

## Строителство
Поръчката за строителството на втория крайцер от типа „Тикондерога“ е дадена на корабостроителната компания „„Ингалс Шипбилдинг“ на 28 април 1980 г. За разлика от USS Ticonderoga (CG-47) (главния кораб), поради колосалната стойност на построяването, той от самото начало е класифициран как ракетен крайцер, а не като разрушител.
Формалната церемония по залагането на кораба в корабостроителницата в Паскагула, щата Мисисипи се състои на 19 октомври 1981 г., а спускането на вода е на 17 януари 1983. Негова кръстница става Мери Матюз (на английски: Mary Mathews), бизнес дама от Йорктаун, щата Вирджиния, която заедно със съпруга си дарява голяма сума пари на флота.
След края на изпитанията крайцерът е предаден на ВМФ на САЩ в деня на Независимостта, на 4 юли 1984 г. На церемонията освен Матюз също присъстват морският министър Джон Леман, сенаторът от щата Вирджиния Джон Уорнър и членът на конгреса Хербърт Байтмен.

## История
На 12 февруари 1988 г. американските кораби – ракетният крайцер „Йорктаун“ и разрушителят „Керън“ – навлизат в съветските териториални води в района на Севастопол и се насочват по протежение на крайбрежието на Крим по посока Ялта. Американците не реагират на предупредителните сигнали. Съветският стражеви кораб „Беззаветный“ е принуден да изпълни „навал“, съприкосновявайки се с левия борд на американския крайцер поврежда леера и помита пусковата установка за крилатите ракети „Харпун“. След втория „навал“ „Йорктаун“ премества руля надясно и напуска съветските териториални води. Той е последван от „Керън“, над който извършва „навал“ стражевият кораб „СКР-6“.

## Командири
- 4.7.1984 – 27.6.1986 капитан 1 ранг (кептън) Карл Андерсън (на английски: Carl Anderson);
- 27.6.1986 – 13.4.1988 капитан 1 ранг (кептън) Филип Дюр (на английски: Philip Dur);
- 13.4.1988 – 7.3.1990 капитан 1 ранг (кептън) Питър Едуард О’Конор (на английски: Peter Edward O'Connor);
- 7.3.1990 – 24.4.1992 капитан 1 ранг (кептън) Робърт Ричардсон (на английски: Robert Richardson);
- 24.4.1992 – 21.1.1994 капитан 1 ранг (кептън) Майкъл Глен Мулен (на английски: Michael Glenn Mullen);
- 21.1.1994 – 26.7.1995 капитан 1 ранг (кептън) Дейвид Рой Елисън (на английски: David Roy Ellison);
- 26.7.1995 – 19.6.1997 капитан 2 ранг (командер) Ричард Раштън (на английски: Richard Rushton);
- 19.6.1997 – 19.2.1999 капитан 2 ранг (командер) Ерик Свейгард (на английски: Eric Sweigard);
- 19.2.1999 – 17.8.2000 капитан 2 ранг (командер) Робърт Стивън Керно (на английски: Robert Stephen Kerno);
- 17.8.2000 – 10.2.2002 капитан 2 ранг (командер) Джефри Чарлз Джонстон (на английски: Jeffrey Charles Johnstone);
- 10.2.2002 – 3.12.2004 капитан 2 ранг (командер) Стивън Едуард Слоан (на английски: Steven Edward Sloan);

## Интересни факти
- На 21 септември 1997 г., в резултат на деление на нула в компютъризираната управляваща система на крайцера от Военноморския флот на САЩ USS Yorktown (CG-48) се изключват всички машини в системата, в резултат на което спира работата на двигателната установка на кораба.[7][8]

## Коментари
1. ↑  Буквите показват принадлежността към определен класː ВВ – линкор, СС, CL, СА – съответно линеен, лек или тежък крайцер, CV – самолетоносач, DD – разрушител, SS – подводница и т.н.